# Middleton (Tennessee)
Middleton – miasto w Stanach Zjednoczonych, w stanie Tennessee, w hrabstwie Hardeman.